# Distintivi commemorativi delle operazioni militari italiane
I distintivi commemorativi delle operazioni militari italiane sono accessori dell'uniforme concessi da enti ed istituzioni internazionali e nazionali in occasione di missioni cui ha preso parte il personale delle Forze Armate e degli altri Corpi dello stato italiano. Ciascun distintivo indica una caratteristica di stato, posizione, merito e capacità del personale delle Missioni militari italiane, che lo indossa essendo legittimato a fregiarsene.

## Distintivi concessi durante il Regno d'Italia (1861-1946)

### Marcia su Addis Abeba (Etiopia, 1937)
Istituito il 26 maggio 1937 con circolare ministeriale n. 377 e concesso a coloro che presero parte, nel contesto della Guerra d'Etiopia, alla marcia su Addis Abeba nel 1936.

### Marcia su Gondar (Etiopia, 1937)
Istituito con regio decreto 10 giugno 1937, n. 1211 su iniziativa di Achille Starace, comandante della Colonna celere dell'Africa Orientale e concesso ai soldati della Colonna stessa che presero parte alla conquista di Gondar e Goggiam nel 1936.

### Distintivo albanese per i militari italiani delle campagne di Grecia e Jugoslavia (1942)
Istituito il 13 maggio 1942 con circolare ministeriale n. 356 e concesso ai militari che parteciparono alle operazioni militari in Albania, Grecia e Jugoslavia dal 28 ottobre 1940 al 23 aprile 1941.

### Distintivo del Fronte orientale o della campagna di Russia (1943)
Istituito con Fogli d'armata del 12 maggio 1943, n. 012/80 e del 14 maggio 1943, n. 012/100 e concesso a tutti gli appartenenti all'8ª Armata italiana che presero parte al fronte orientale o campagna di Russia. Generalmente veniva portato sull'uniforme a sinistra, sopra ai nastri delle medaglie e spesso veniva portata sotto al taschino sinistro la croce non ufficiale del corpo di spedizione italiano in Russia. L'uso del distintivo sull'uniforme militare fu autorizzato con il foglio d'ordini del 15 febbraio 1965, n. 3, ma di diametro ridotto 15,5 mm e leggermente diverso dal primo tipo.

## Distintivi ricordo concessi dalla Repubblica italiana
Questi distintivi, assegnati ai partecipanti alle missioni Italfor, si portano sulla giubba dell'uniforme ordinaria e di servizio nel numero massimo di due sopra al taschino destro, come prescritto dalla pubblicazione n. 6566 "Regolamento sulle uniformi dell'Esercito" ed. 2009 dello Stato maggiore dell'Esercito, III Reparto impiego delle forze - Centro operativo dell’Esercito, Ufficio dottrina e lezioni apprese", e successive modifiche e integrazioni.  

### Missione ANTICA BABILONIA (Iraq)
:

### Missione ITALFOR AIRONE 1 (mod. a, b)
:

### Missione ITALFOR LEONTE LIBANO (mod. a, b)
:

### Missione ALBANIAN GUARD (Albania) (mod. a, b)
:

### Missione ITALCON EULEX KOSOVO (mod. a, b)
: